# Vierzehnheiligen (Jena)

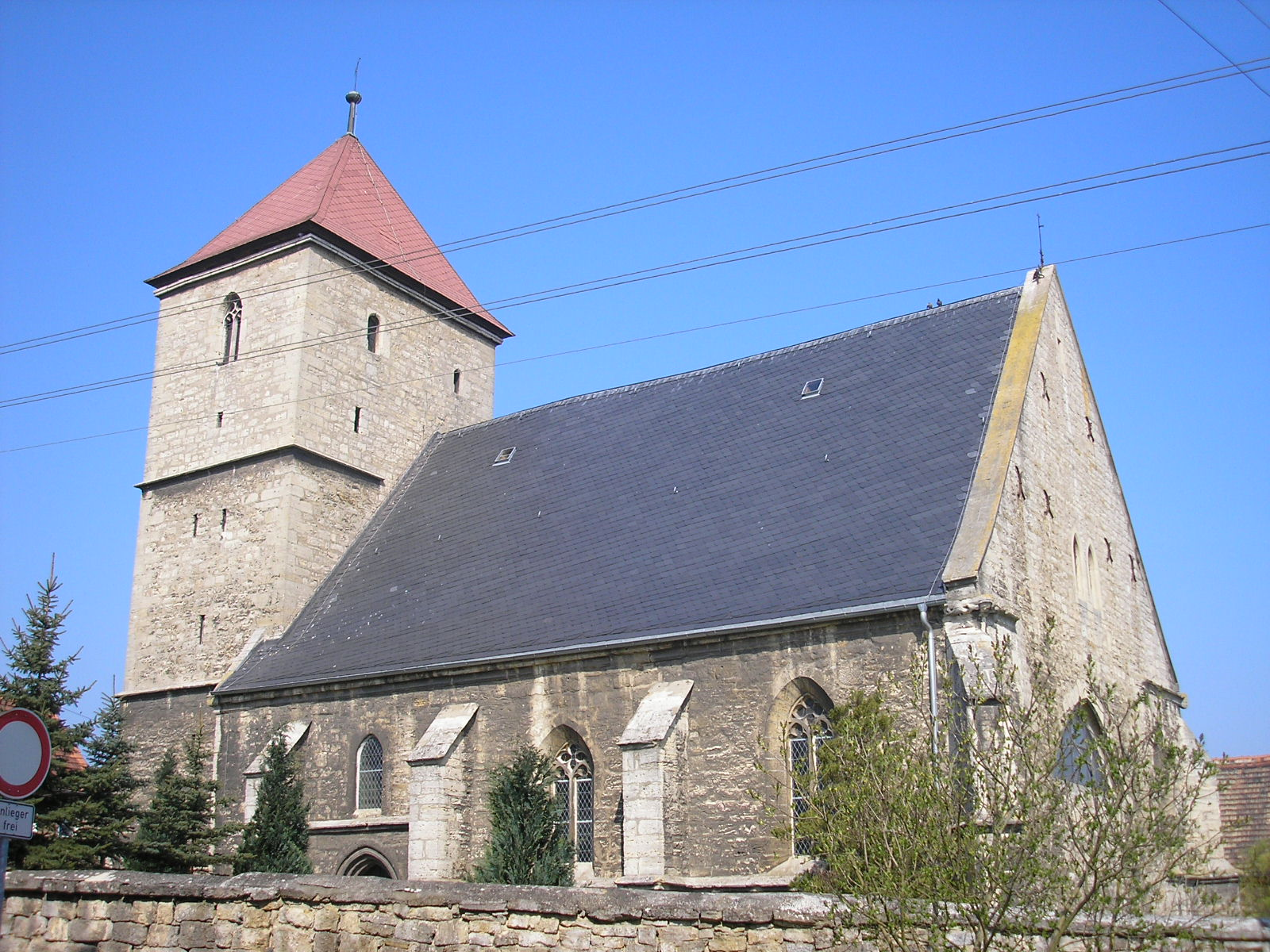
Ehemalige Wallfahrtskirche

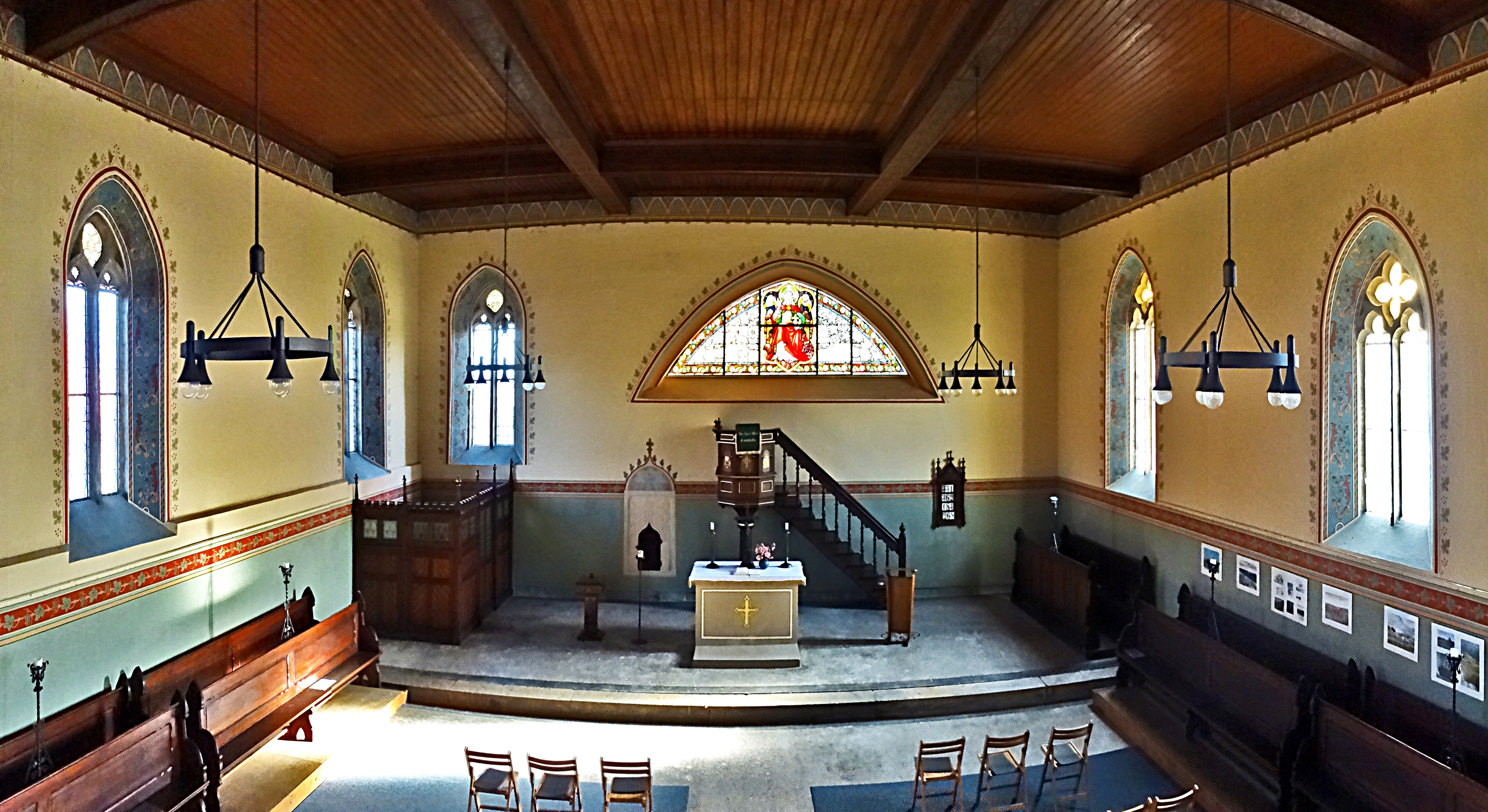
Innenansicht der Kirche

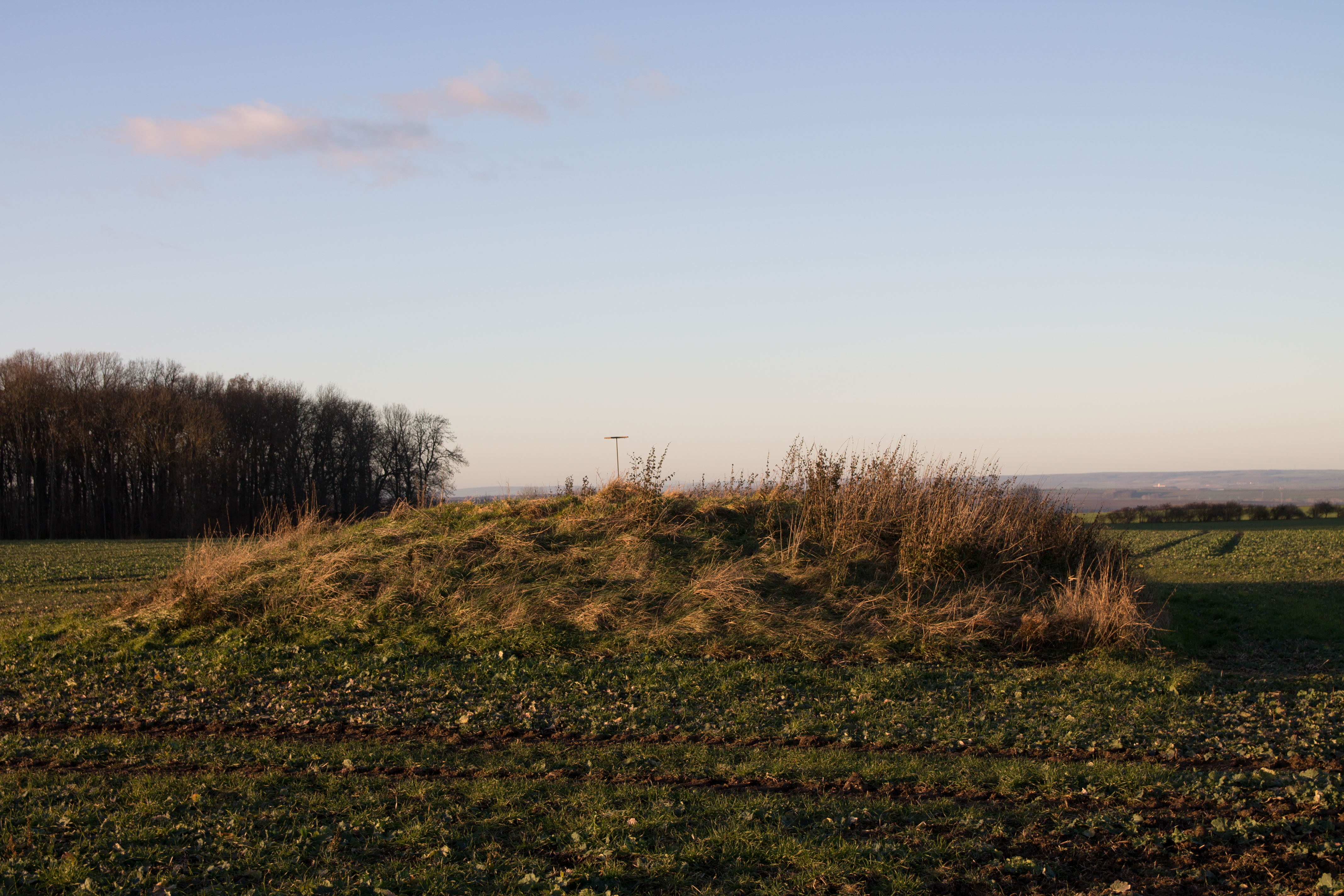
Hügelgrab

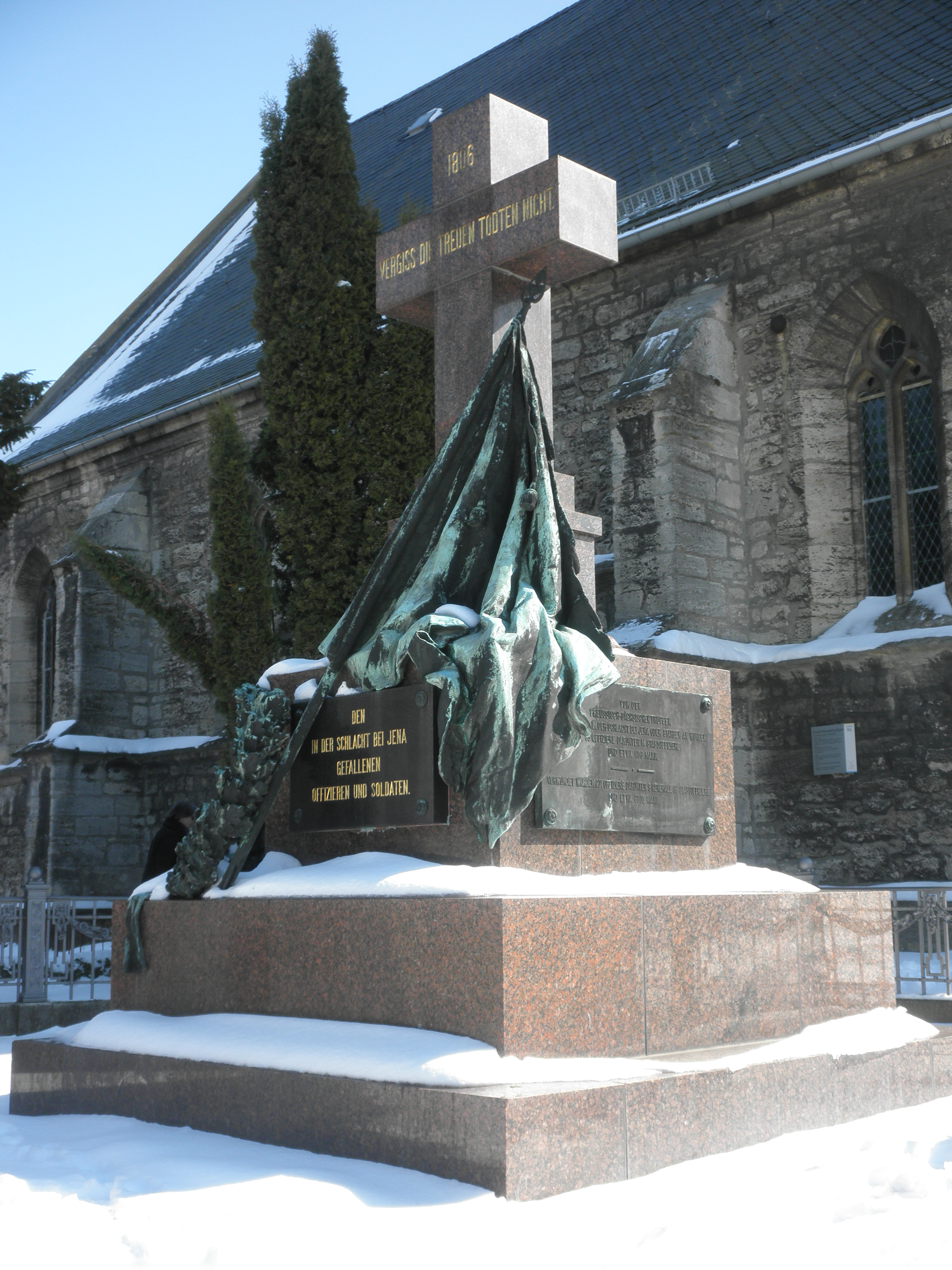
Kriegerdenkmal vor der Kirche in Vierzehnheiligen (2013)

Vierzehnheiligen ist ein Ortsteil der kreisfreien Stadt Jena in Thüringen. Der Ort ist bekannt durch seine Kirche „Zu den vierzehn Nothelfern“ sowie durch die historischen Ereignisse in der Schlacht bei Jena im Jahre 1806.

## Geografie

### Geografische Lage
Vierzehnheiligen liegt auf der Ilm-Saale-Platte im nördlichen Stadtgebiet von Jena. Die Landstraße 2301 verläuft durch den Ort und bindet ihn damit an die 1 km entfernte L 1060 an, die zwischen Jena und Apolda verläuft. Das Stadtzentrum liegt ca. 7 km entfernt. Nach Weimar sind es 17 km und zur Kreisstadt Apolda 7,5 km. Die nächstgelegene Bundesstraße ist die B 7 2,5 km südlich und die nächste Autobahn die A 4 südlich.
Benachbarte Jenaer Ortsteile sind Krippendorf im Osten, Lützeroda im Südosten sowie Isserstedt im Südwesten. Zudem schließt sich im Norden die Stadt Bad Sulza mit den Ortsteilen Hermstedt und Kleinromstedt an, welche dem Landkreis Weimarer Land angehört.

### Landschaft
Die Vierzehnheiliger Flur, die geologisch dem oberen Muschelkalk angehört, liegt auf einer fruchtbaren Hochfläche mit wenigen flachen Einsenkungen zum Gönnatal im Osten und zum Mühltal im Südwesten hin. An den wenigen feuchten Stellen liegen Wiesen oder Streuobstwiesen. Der südlichste Zipfel der Gemarkung ist bewaldet. An der westlichen Flurgrenze, nahe der Holzecke, liegen die Reste eines bronzezeitlichen Hügelgrabes, die noch heute erkennbar sind. Im Dorfgebiet entspringt der Gönnerbach, der die Flur nach Westen hin Richtung Krippendorf verlässt. Die höchste Erhebung liegt bei 353 m ü. NN.

## Geschichte
Vierzehnheiligen wurde erstmals 1334 erwähnt. Der Ort ging aus der Siedlung Lützendorf hervor, die 1450 zerstört wurde. 1453 legte Margaretha von Österreich den Grundstein für eine den vierzehn Nothelfern geweihte Wallfahrtskirche.  1464 war der Bau beendet und enthielt u. a. 14 Altäre, 14 Pfeiler und viele Gemälde und Inschriften. Eingeweiht wurde die Kirche vom Bischof Dietrich zu Naumburg. Zug um Zug kehrten nun die früheren Bewohner wieder zurück. Mit dem Einzug der Reformation wurden die Altäre entfernt, und die Priester flohen ins Bambergsche. Im 15. bis 17. Jahrhundert nannte sich der Ort „Zu den 14 Nothelfern bei Ihene (Jena)“. Mit der Teilung der wettinischen Länder 1485 gelangte Vierzehnheiligen an die Albertiner, 1547 an die Ernestiner. Damit war Vierzehnheiligen eine Exklave des Amtes Camburg. 1775 wütete ein Großbrand im Dorf, dem 25 Häuser, die Schule und der hohe Kirchturm zum Opfer fielen. Zwischen 1826 und 1920 gehörte der Ort zum Herzogtum bzw. Freistaat Sachsen-Meiningen, während alle umliegenden Dörfer unter der Herrschaft Sachsen-Weimars lagen. Das Dorf bildete ab dem 1. April 1969 zusammen mit Krippendorf eine eigene Gemeinde, bis beide Orte am 1. Juli 1994 nach Jena eingemeindet wurden.

### Sächsischer Bruderkrieg und Wallfahrtsort
Während des Sächsischen Bruderkrieges zwischen den Brüdern Friedrich, Kurfürst zu Sachsen und Herzog Wilhelm nahmen die Truppen Friedrichs die Burgen in Isserstedt und Dornburg ein. In diesem Zuge wurde auch Lützendorf geplündert und zerstört. Die überlebenden Einwohner mussten in die umliegenden Orte fliehen.
Die Wiederbesiedlung hing eng mit dem Bau der Wallfahrtskirche zusammen. Um ein Zeichen der Sühne zu setzen, beschloss Herzog Wilhelm, hier eine Wallfahrtskirche zu errichten. Die Wahl des Ortes begründete sich mit einer Quelle, deren Wasser wundertätige Kräfte zugeschrieben wurden. Das Gotteshaus wurde um 1464 errichtet.
Für 75 Jahre lang bis 1539 pilgerten die Menschen nach Vierzehnheiligen. Daraus ergaben sich Einnahmen für Versorgung und Beherbergung für den Ort. Außerdem waren die Einwohner vom Frondienst befreit. Das Ende der Pilgerfahrten kam mit der Reformation.

### Schlacht bei Jena
In den Mittagsstunden des 14. Oktobers 1806 fand unmittelbar am Dorf die Entscheidungsschlacht zwischen den Truppen Napoleons und der preußischen Teilarmee unter Führung des Fürsten von Hohenlohe-Ingelfingen statt. Alle umliegenden Orte wurden beschädigt und geplündert. Da die Aussprache des Ortsnamens Vierzehnheiligen für die Franzosen zu kompliziert gewesen sein muss, benannten sie die Schlacht nach dem nahen Jena.
Zur Erinnerung an dieses Ereignis wurden an den ehemaligen Schauplätzen zahlreiche Gedenksteine aufgestellt. Außerdem fanden zum 190. (1996), 200. (2006) und zum 210. (2016) Jahrestag Gedenkveranstaltungen u. a. mit umfangreich nachgestellten Schlachtszenen statt.

### Entwicklung der Einwohnerzahl seit 1843
| Jahr | Einwohner |
| ---- | --------- |
| 1843 | 168       |
| 1890 | 134       |
| 1933 | 130       |

| Jahr | Einwohner |
| ---- | --------- |
| 1995 | 113       |
| 1996 | 103       |
| 1997 | 101       |
| 1998 | 107       |
| 1999 | 105       |
| 2000 | 102       |

| Jahr | Einwohner |
| ---- | --------- |
| 2001 | 101       |
| 2002 | 102       |
| 2003 | 102       |
| 2004 | 95        |
| 2005 | 94        |
| 2006 | 95        |

| Jahr | Einwohner |
| ---- | --------- |
| 2014 | 102       |
| 2015 | 103       |
| 2016 | 111       |
| 2017 | 114       |
| 2018 | 113       |
| 2019 | 116       |

## Kultur und Sehenswertes
Die Vierzehnheiliger Kirche „Zu den vierzehn Nothelfern“ ist eine alte Wehr- und Wallfahrtskirche. Sie wurde 1453 bis 1464 errichtet, gestiftet als Sühne für das im Sächsischen Bruderkrieg (1446–1451) begangene Unrecht. Die Kirche wurde 1464 vom Naumburger Bischof Dietrich den vierzehn Nothelfern geweiht. Einst befanden sich im Inneren Malereien und Altäre, die den Vierzehn Nothelfern gewidmet waren. Weithin sichtbar ist der hohe Turm, der 1467 fertig wurde und an den sich östlich ein Langhaus anschließt. An dieses schloss sich früher ein Chorraum an, der 1801 abgebrochen wurde. Der Triumphbogen wurde geschlossen. Auf den einstigen Wehrcharakter des gotischen Baus verweisen Schießscharten und Sehschlitze am Turm. In der Kirche befinden sich heute noch einige Wandmalereien sowie die von Johann Georg Fincke 1707 gebaute Orgel. Nach der Schlacht bei Jena diente das Gotteshaus als Lazarett für die preußischen Truppen. 1906 erfolgten umfangreiche Restaurierungsarbeiten und eine Neuausstattung. 1996 begann eine grundhafte Sanierung für kirchliche und kulturelle Zwecke.
Vor der Kirche steht ein Kriegerdenkmal, das 1906 zur Totenehrung der in der Schlacht gefallenen Franzosen und Deutschen errichtet wurde. Es gedenkt auch der Opfer der Befreiungskriege 1813/14 und wird flankiert von Tafeln mit den Gefallenen beider Weltkriege.

## Persönlichkeiten
Carl Vogl (* 4. März 1866 in Bechyně; † 5. Dezember 1944 in Vierzehnheiligen) war ein Philosoph, evangelischer Theologe und religiöser Sozialist.

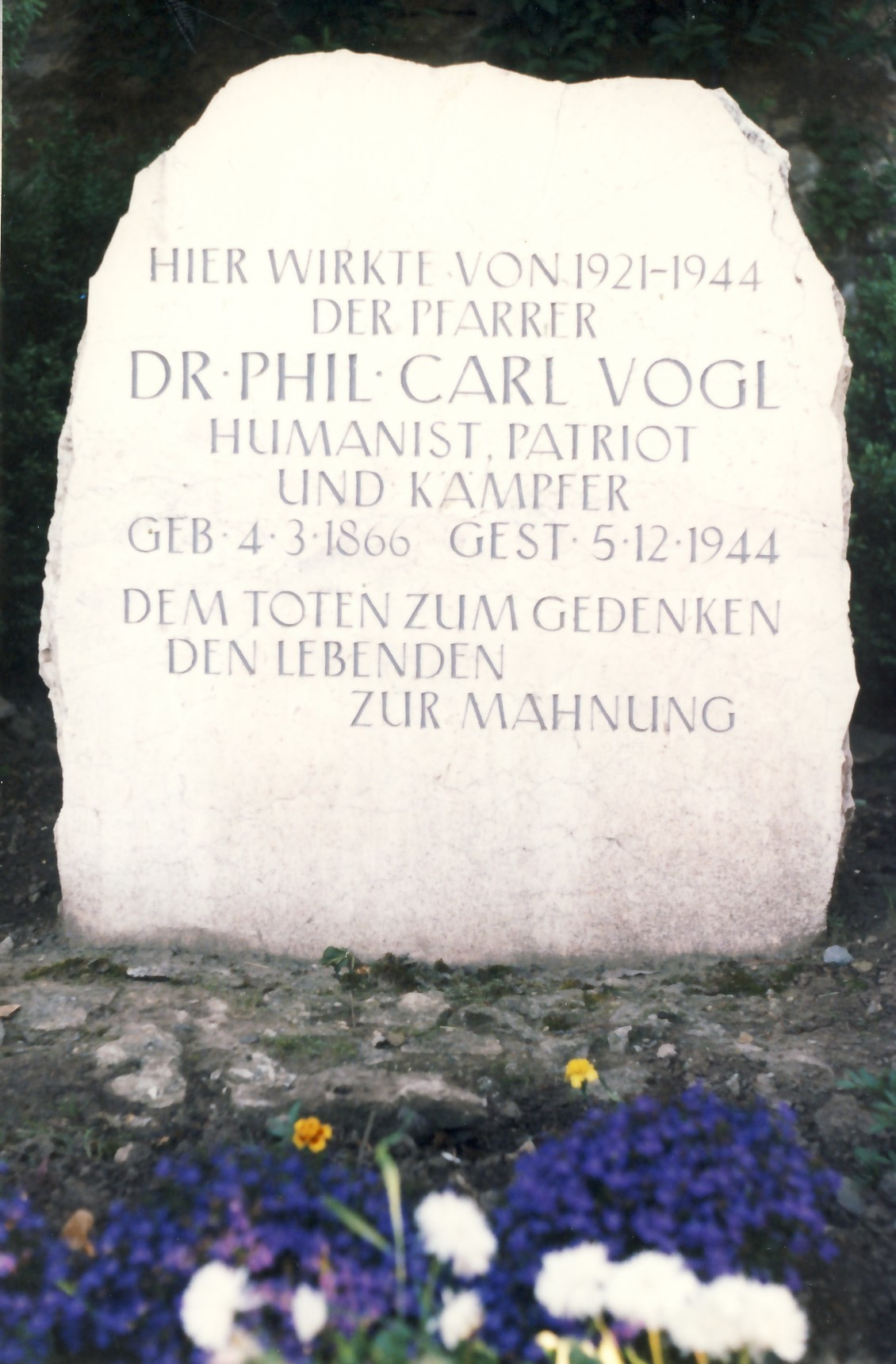
Gedenkstein für Carl Vogl in Jena-Vierzehnheiligen